# Kim Pieters
Kim Pieters (Winschoten, 5 oktober 1979) is een Nederlands actrice, die na haar vwo een dramaopleiding heeft gevolgd bij de theaterschool in Arnhem.
Pieters is geboren in Winschoten, maar groeide op in Dronten. De actrice is bij het grote publiek onder meer bekend door de rol van Claire Simons van 2001 tot 2005 in de televisiesoap Onderweg naar morgen, waarin ze getrouwd was met Hugo van Walsem (Robin Rienstra), en van haar werk in de dramaserie Julia's Tango, waarin zij de hoofdrol, Julia Marsman, op zich nam in 2007 en 2008. Pieters speelde vanaf 7 januari 2010 mee in het tv-programma Wie is de Mol? In de laatste aflevering van dit programma bleek dat zij de Mol was. Ook heeft Pieters de rol van Nico Wijsenbeek op zich genomen in Meiden van de Herengracht.
Ook speelde Pieters in het theater, in 2018 speelde ze de hoofdrol in Guilty Pleasures van Bos Theaterproducties.

## Films en televisie
- ONM (2001-2005, televisie) - Claire Simons
- Nieuwe schoenen (2004, televisie) - Eline
- Bad Candy was here (2005, televisie) – Chonchita Lopez
- Samen (2005, televisie) – Eliane
- Flirt (2005, film) – Willemijn
- Sextet: de nationale bedverhalen (2005, film) - Beatrijs
- Het woeden der gehele wereld (2006, film) - Alice van Essen
- Julia's Tango (2007-2008, televisie) - Julia Marsman
- Wie is de Mol? (2010) - zichzelf; Mol
- Lijn 32 (2012) - juffrouw Lootsma
- Meiden van de Herengracht (2015) - Nico Weesenbeek
- Suspects (2017) - Esther
- Zomer in Zeeland (2018)
- Flikken Maastricht (2018) (S12-E03)
- Flikken Rotterdam (2019) (S4-E07)
- Kruimeltje en de strijd om de goudmijn (2020) - Lieze
- The Passion 2021 (2021) - discipel
- Liefde zonder grenzen (2021) - baas van Eva
- F*ck de Liefde 2 (2022) - relatietherapeut
- Goede tijden, slechte tijden (2022-2023) - Mathilde

## Theater
- Terug naar de kust (2013)